# Nobel Boungou Colo
Nobel Boungou Colo   (Brazzaville, 26 d'abril de 1988) és un jugador de bàsquet congoleny amb passaport francès. Mesura 2,02 m. d'alçària i juga en la posició d'aler.

## Carrera esportiva
Es va formar a les categories inferiors de l'ADA Blois Basket 41 francès, debutant a la màxima categoria de la lliga francesa de bàsquet la temporada 2007-08 a les files de l'Entente Orleans 45. L'any 2009 fitxa per l'Hyères-Toulon Var Basket on també hi jugarà durant dues temporades. La temporada 2011-12 la comença jugant al Le Mans Sarthe Basket, canviant d'aires en el mes de gener al fitxar pel Limoges CSP de la Pro B. A Llemotges hi jugarà fins a la temporada 2015-16, sent campió de la Pro B (2012) i de la Pro A (2015), guanyant també una Copa francesa (2012) i una Supercopa (2013). També va disputar l'All-Star Game el 2013 i va ser triat MVP de la Jornada 10 de la temporada 15-16. A més, durant l'estiu de 2014 disputà la Summer League d'Orlando amb els Miami Heat, i la de Las Vegas amb els San Antonio Spurs.
La temporada 2016-17 deixa França i fitxa pel Khimki BC de la lliga russa, amb qui serà subcampió de la VTB United League. La temporada 2017-18 va realitzar la pretemporada amb el Bayern de Múnich, però va acabar signant amb el Real Betis Energía Plus de la Lliga Endesa. A finals del mes de novembre el club sevillà li va obrir un expedient disciplinari i va rescindir el seu contracte pocs dies després. En el mes de febrer de la mateixa temporada fitxa pel FIAT Torino de la lliga italiana, amb qui guanya la Copa italiana. Va restar sense equip a començaments de la temporada 2018-19, i no va ser fins al mes de gener que va fitxar pel Levallois Metropolitans de la lliga francesa per substituir el lesionat Rasheed Sulaimon, amb qui només va disputar tres partits de lliga i dos de copa.
En el mes de febrer del mateix any, després de cinc partits amb l'equip parisenc, torna a la lliga espanyola al fitxar fins a final de temporada pel Divina Seguros Joventut, per cobrir la baixa del lesionat Shawn Dawson. En acabar la temporada va ser contractat pel Paris Basketball de la Pro B francesa.

## Estadístiques

### Lliga ACB
| Any       | Equip     | PJ | 5i | Min  | %2P  | %3P  | %TL  | Reb | Ass | Rec | Tap | Punts | Val  |
| --------- | --------- | -- | -- | ---- | ---- | ---- | ---- | --- | --- | --- | --- | ----- | ---- |
| 2017-18   | Betis     | 9  | 7  | 29,8 | 41   | 22   | 89   | 4   | 1   | 1   | 0,3 | 13    | 10,1 |
| 2018-19   | Joventut  | 14 | 3  | 16,5 | 79   | 26   | 65   | 2,4 | 0,4 | 0,7 | 0,6 | 5,9   | 5,3  |
| Total ACB | Total ACB | 23 | 10 | 21,7 | 54,4 | 23,5 | 82,8 | 3   | 0,6 | 0,8 | 0,5 | 8,7   | 7,2  |

### Play-off ACB
| Any     | Equip    | PJ | 5i | Min | %2P | %3P | %TL | Reb | Ass | Rec | Tap | Punts | Val |
| ------- | -------- | -- | -- | --- | --- | --- | --- | --- | --- | --- | --- | ----- | --- |
| 2018-19 | Joventut | 2  | 0  | 21  | 57, | 60  | 50  | 2   | 1   | 0,5 | 0   | 13,5  | 11  |